# 名古屋市農業センター
名古屋市農業センター（なごやしのうぎょうセンター）は愛知県名古屋市天白区天白町大字平針字黒石にある施設。名古屋市が設置しており、農業に関する研究や指導、普及啓発を行う。愛称は「delaふぁーむ」。
同施設に対して、民間活力の導入が検討されている。

## 概要
「農業技術の研究及び指導を行なうとともに、住民に公開して農業知識の向上に資する」（名古屋市農業センター条例 第一条より）ことを目的として、1965年（昭和40年）に開設された。当初は農業・畜産技術の研究指導のほか、家畜や肥料・飼料の改良などを手がけてきたが、近年では農業公園としての側面が強くなっており、市民を対象とする講習会や体験教室などが多く催されている。
敷地内にはウシやヒツジなどの放牧場や10種類以上のニワトリを展示する鶏舎などの畜産施設、ベゴニアなどを育てる複数の温室、有料で貸し出される市民菜園などがある一方で花壇や散策路が整備されている。また、園内には12品種・700本余の枝垂れ梅が植えられた梅林があり、毎年2月から3月には特に多くの人が訪れる。
同センターは名古屋コーチンの雛の最大の生産拠点でもあり、県内の飼育業者へ年間数万羽を出荷している。

## 利用詳細
- 開園時間：9：00〜16：30
- 休園日：毎週月曜日（祝日の場合はその直後の休日でない日）、年末年始。
- 入園料：無料
- ペット同伴：家畜を飼育している都合上、ペットなど動物同伴の入園はできない。
- なごやか市場（売店）：052-801-7898
- 園芸相談窓口：052-805-1310

## 交通アクセス

### 公共交通機関
名古屋市営地下鉄鶴舞線
- 平針駅から徒歩で約20分。
- 赤池駅から徒歩で約20分。

路線バス
- 名古屋市営バス（市バス） - 地下鉄原行き「農業センター北」バス停下車、徒歩で約5分。
- 名鉄バス - 祐福寺行きまたは前後駅行き「荒池」バス停下車、徒歩で約6分。

### 自家用車
- 愛知県道56号名古屋岡崎線 - 農業センター交差点から約300メートル。
  - 駐車場：224台 - 原則無料。ただしイベント期間中は有料。

## ギャラリー

### 畜産
- 畜産施設
- 名古屋コーチン
- 名古屋コーチンのヒナ
- 孵卵器

### しだれ梅まつり
- しだれ梅と展示温室

### 売店
- なごやか牧場